# European Episode et Impressive Rome
Albums par Lee Konitz
Stereokonitz (en)
(1968) Peacemeal (en)
(1969)
Albums par Martial Solal
Keys for two
(1968) Le Monde Expérimental De Michel Magne
(1968)
Albums par Lee Konitz
Peacemeal (en)
(1969) Spirits (en)
(1971)
Albums par Martial Solal
Fafasifa
(1968) On Home Ground
(1969)
European Episode et Impressive Rome sont deux albums du quartet du saxophoniste américain Lee Konitz et du pianiste de jazz français Martial Solal, avec Henri Texier et Daniel Humair, sortis en 1968 et 1969 chez Campi Records.
Les deux albums ont été enregistrés lors des mêmes sessions et présentent des versions différentes des mêmes morceaux. Les deux albums ont été republiés ensemble en 2006 par Cam Jazz.

## À propos de la musique
Il s'agit du premier album enregistré par Lee Konitz et Martial Solal, avant une série de duo qui durera plusieurs dizaines d'années.
Martial Solal explique les rapports dans le duo : « Lee Konitz et moi-même [avons] des univers différents, mais je les estime complémentaires. […] Il a don mélodique extraordinaire. Moi, de mon côté, je le soutiens par une espèce de background fait d'excitation, de stimulation, qui peut le faire sortir justement de ses gonds. Et lui a tendance a retenir mes excès ».
Collage on Standards, souvent polytonal, évoque Lennie Tristano, le mentor de Konitz. On peut y reconnaitre Please Be Kind, Johnny One Note, My Funny Valentine, The Song Is You, People Will Say We're In Love, Old Man River ou encore du Chopin.
Daniel Humair joue de la batterie puis du piano sur Duet for Saxophone and Drums and Piano.
Stella by Starlight est joué en duo par Konitz et Solal.

## Réception critique
L'album est salué par la critique. Philippe Elhem (Focus/Le Vif) qualifie le disque de « chef-d'œuvre ». Pour Ken Dryden (AllMusic) « c'est le beau début d'une longue collaboration ». Pour Enzo Pavoni (Audioreview), « Konitz et Solal donnent l'impression d'avoir toujours joué ensemble ». Pour Thierry Quenum (Jazz Magazine), « on retrouvera rarement un tel mélange d’insouciance, de profondeur et de créativité ludique chez ces quatre musiciens, dont les qualités individuelles sont par ailleurs unanimement reconnues ».

## Pistes

### European Episode(1968)
| No | Titre                                  | Musique                                     | Durée |
| -- | -------------------------------------- | ------------------------------------------- | ----- |
| 1. | Collage on Standards                   | Johnny Dinamo                               | 16:25 |
| 2. | Duet for Saxophone and Drums and Piano | Johnny Dinamo                               | 5:58  |
| 3. | Anthropology (1re version)             | Charlie Parker, Dizzy Gillespie, Joe Bishop | 7:35  |
| 4. | Lover Man (2e version)                 | Jimmy Davis, Roger Ramirez, James Sherman   | 6:23  |
| 5. | Roman Blues (1re version)              | Johnny Dinamo                               | 8:25  |

### Impressive Rome(1969)
| No | Titre                     | Musique                                     | Durée |
| -- | ------------------------- | ------------------------------------------- | ----- |
| 1. | Anthropology (2e version) | Charlie Parker, Dizzy Gillespie, Joe Bishop | 6:55  |
| 2. | Impressive Rome           | Johnny Dinamo                               | 5:23  |
| 3. | Lover Man (1re version)   | Jimmy Davis, Roger Ramirez, James Sherman   | 6:15  |
| 4. | Stella by Starlight       | Victor Young, Ned Washington                | 6:55  |
| 5. | Roman Blues (2e version)  | Johnny Dinamo                               | 9:10  |

## Musiciens
- Lee Konitz : saxophone alto
- Martial Solal : piano
- Henri Texier : contrebasse
- Daniel Humair : batterie, piano sur Duet for Saxophone and Drums and Piano[10]